# 1591 en philosophie
Chronologie de la philosophie
- 1587
- 1588
- 1589
- 1590
- 1591
- 1592
- 1593
- 1594
- 1595

L’année 1591 a été marquée, en philosophie, par les événements suivants :

## Publications
- Giovanni Botero  : Relationi vniuersali di Giouanni Botero Benese diuise in quattro parti. Nouamente reuiste, corrette, & ampliate dall'istesso auttore. Et aggiuntoui in questa vltima impressione la figurata descrittione intagliata in rame, di tutti i paesi del mondo, Rome, 1591, Vicence, 1595, Venise, 1596, Brescia, 1599, Turin, 1601 (lire en ligne)

- Tommaso Campanella : Philosophia sensibus demonstrata, Naples, 1re éd. 1591. Il défend les dogmes de Bernardino Telesio. Trad. it. 1974.

- Nicolò Vito di Gozze : Dello stato delle Repubbliche secondo la mente di Aristotele con esempi moderni (...), Venezia 1591  ("à propos des météores d'Aristote"), publié en 1584 et en 1585 à  Venise. En fait un commentaire des  explications des phénomènes  naturels données par Aristote.

- Pedro da Fonseca :  "Isagoge Philosophica" (Lisbon, 1591).

- Francesco Buonamici : De Motu libri X, quibus generalia naturalis philosophiae principia summo studio collecta continentur, necnon universae quaestiones ad libros de physico auditu, de caelo, de ortu et interitu pertinentes explicantur, multa item Aristotelis loca explanantur et Graecorum, Averrois, aliorumque doctorum sententiae ad theses peripateticas diriguntur… (XIV kal. decemb. 1587.), apud Sermartellium, Florence, 1591, in-fol. XX-1011 p. et l'index ;

- Giordano Bruno : 
  - De vinculis in genere (1591). Texte intégral en italien, Giordano Bruno.info: Download ; son livre de magie le plus original.
  - De triplici minimo et mensura (1591).
  - De monade, numero et figura (Francfort, 1591).
  - De innumerabilibus, immenso, et infigurabili (1591).
  - De imaginum, signorum et idearum compositione (1591).